# Lac Nichicun
Le lac Nichicun est un plan d'eau douce de la municipalité de Eeyou Istchee Baie-James, dans la région administrative du Nord-du-Québec, au Québec, au Canada.

## Géographie
Situé à 500 m d'altitude dans le Bouclier canadien, le lac Nichicun est situé au centre du territoire du Québec, soit à 222 km au nord-est du lac Mistassini, à 244 km à l'ouest de Labrador City, à 106 km au sud du réservoir de Caniapiscau, à 137 km à l'est du réservoir La Grande 4 et à 467 km au nord-ouest de Baie-Comeau. Le lac est situé à environ 78 km au nord de la ligne de partage des eaux entre la baie James et le fleuve Saint-Laurent.
Les bassins versants voisins du lac Nichicun sont :
- côté nord : La Grande Rivière ;
- côté est : rivière Mouchalagane ;
- côté sud : rivière aux Outardes, rivière Péribonka, rivière Savane, rivière Misask, rivière Témiscamie ;
- côté ouest : rivière Sakami.

D'une largeur de 24 km et d'une longueur de 62 km, le Lac Nichicun couvre 272 km². La « Grande Île » (longue de 14,1 km dans le sens nord-sud) divise ce plan d'eau en deux parties. Cette île est au centre d'un archipel de petites îles. Le lac comporte une centaine d'îles, de baies et de presqu'îles, qui complexifient la navigation.
Le lac Nichicun est contigu avec le lac Bellefond (côté nord-est). Les principaux lacs environnants sont :
- côté nord : lacs Agramonte, Cabanac, Taffanel et Boivinet ;
- côté est : lacs Fontenay, Maccart, Grandfontaine, Ronsard, Poisson, Bellefond, Jaubert, Dumesnil, Sorrel, Marsolet, Millevoy, Raguet, Chauffours, Ciquart ;
- côté sud : lacs Sureau, Naococane, Artigny, Patamisk, Wahemen et Bourinot ;
- côté ouest : lacs Boisbriand et Joubert.

La rivière Nichicun approvisionne le lac Nichicun, où elle se déverse par la rive Est, près de l'embouchure du lac Bellefond. Cette rivière tire ses eaux du côté sud du lac Nichicun, notamment des lacs Artigny, Naococane, Ango et Patamisk. La rivière draine aussi du côté est notamment les lacs Sureau, Ciquart et Chauffours.
L'embouchure du lac Nichicun est situé sur la rive nord. Le Lac Nichicun lui-même est considéré comme la première « source » de La Grande Rivière, laquelle débute sur la rive nord du lac Nichicun. Cette rivière coule à priori vers le nord en traversant successivement plusieurs lacs, notamment : Taffanel, Roundeyed, Misèle, Puisseaux, de Lionne, Beaujon, Laribosière, Duhesme, Polaris, jusqu'au Réservoir La Grande 4. Puis, en aval du réservoir, La Grande Rivière continue son parcours vers l'ouest pour aller se déverser dans la baie James.

## Toponymie
Le terme « Nichicun » provient du mot cri « nitchikun » signifiant « il y a des loutres ». Ce petit mammifère carnivore est très répandu dans ce territoire. Historiquement, la fourrure de la loutre a été très prisée au Canada, particulièrement dans les régions nordiques. Sous le régime français de la Nouvelle-France, des marchands avaient établi un poste de traite avant 1725 sur la rive nord du lac, près de son embouchure. Il n'est point déraisonnable de croire que ce poste existait déjà en 1699 alors que J.-B. Louis Franquelin indiqua l'hydronyme « Lac Niquicon » sur sa carte.
En 1816, John et Thomas Isbister, de la Compagnie de la Baie d'Hudson, ouvrent un comptoir où les Naskapis venaient transiger leurs fourrures contre des marchandises françaises. Ce poste a fermé en 1822 ; néanmoins, Nichikun House poursuivait encore ses opérations en 1923. Le poste reprit ses activités en 1832. 
Le hameau de Nitchequon (situé au nord du lac), habité par une quinzaine de personnes en 1981, occupe maintenant l'emplacement du poste de traite initial. Le ministère canadien des Transports y a aménagé et administre une station de météorologie et de télécommunications.
Le toponyme lac Nichicun a été officialisé le 5 décembre 1968 à la Banque des noms de lieux de la Commission de toponymie du Québec.

## Référence
1. ↑  Source: Noms et lieux du Québec, ouvrage de la Commission de toponymie du Québec, paru en 1994 et 1996 sous la forme d'un dictionnaire illustré imprimé, et sous celle d'un cédérom réalisé par la société Micro-Intel, en 1997, à partir de ce dictionnaire.
2. ↑  Commission de toponymie du Québec - Banque des noms de lieux - Toponyme: « lac Nichicun »